# انژرویلیه
انژرویلیه (به فرانسوی: Angervilliers) یک کمون در فرانسه است که در Seine-et-Oise واقع شده‌است. انژرویلیه ۹٫۰۱ کیلومتر مربع مساحت دارد.